# Takhrikhin
Les takhrikhin (hébreu mishnaïque : תכריכין) sont des habits funéraires blancs, généralement en lin, dans lesquels la Hevra Kaddisha (société des derniers devoirs) enveloppe le défunt après sa dernière toilette.

## Lestakhrikhindans les sources juives
Le terme apparaît dans le Livre d'Esther 8:15 (takhrikh boutz ve'argaman) pour décrire l'habit de byssus et de pourpre qui enveloppe Mordekhaï.
L'usage de parer les morts (auquel les Sages voient une allusion dans Deutéronome 26:14) n'est pas propre aux Israélites et apparaît notamment lors de l'embaumement des rites funéraires égyptiens. La coutume juive des takhrikhin se distingue cependant de cette dernière par le fait que le matériau choisi pour confectionner le vêtement funéraire est le lin, l'une des étoffes les plus humbles. Cette mesure est instituée par Rabban Gamliel de Yavné qui donne lui-même l'exemple lors de ses funérailles après avoir constaté que les gens, incapables de parer leurs morts, les abandonnent souvent sans le moindre vêtement funéraire.
Tunique dont les morts sont revêtus pour leur enterrement. Le linceul est fait de toile de lin blanc, qui est taillé et avec de grandes surpiqûres, les extrémités du fil sont laissées dénouées, le vêtement étant prévu pour ne durer que jusqu'à la décomposition du corps. En règle générale, cependant, on utilise plusieurs vêtements au lieu d'un linceul unique; dans le cas d'un homme ce sera un bonnet (avec une forme de mitre), une culotte, une chemise, un vêtement de dessus assez semblable à un surplis, et une ceinture. Pour une femme, un tablier avec des ficelles remplace la culotte et la ceinture, et le bonnet est plat. Pour les vêtements d'un homme important on ajoute le tallit qu'il portait pour les prières, mais dont on a enlevé ou coupé les franges. Le linceul, étant un vêtement pour les morts et non pour les vivants, n'est pas soumis à la loi relative aux matières mélangées(= "sha'atnez"; Kil. IX. 4).
Avant la destruction du Second Temple, les Juifs étaient enterrés dans les vêtements qu'ils portaient ordinairement au cours de leur vie. Quand la femme d'Endor a vu surgir du tombeau le prophète Samuel, il était couvert d'un manteau (I Sam. XXVIII. 14), le même qu'il avait porté de son vivant (Lévitique R. XXVI. 7). Les pauvres, cependant, étaient probablement emmaillotés comme les morts égyptiens, ainsi que semble l'indiquer le terme «takrikin ». Par la suite, le costume du mort est devenu plus compliqué. Les riches ont rivalisé d'extravagance sous ce rapport, en s'assurant des vêtements fantaisistes et coûteux, instituant ainsi une coutume qui est devenue une lourde charge pour les personnes en deuil des classes moyennes et pauvres, qui pouvaient difficilement supporter de tels frais et voulaient pourtant montrer à leurs morts le plus grand respect. C'est ce qui a conduit R. Gamaliel, cinquante ans environ après la destruction du Temple, à instituer la coutume d'utiliser un simple linceul de lin pour les riches comme pour les pauvres (M. K. 27b).
Celui qui meurt à la suite d'un acte de violence, ou parce qu'il a perdu son sang, ou une femme qui meurt pendant son confinement après un accouchement, doit être enterré dans les vêtements ensanglantés qu'il portait au moment de sa mort, et non dans un linceul. Cette coutume est fondée sur l'idée que les dernières gouttes de sang, dont la perte est la cause immédiate de la mort, font partie du corps, et exigent à ce titre d'être ensevelies elles aussi, et puisqu'il n'est pas possible de les retirer des vêtements, elles doivent les accompagner dans la tombe. Mais celui qui est tué par noyade ou pendaison, sans qu'il y ait effusion de sang, est enterré dans la manière habituelle, comme c'est aussi le cas de celui qui, ayant été blessé, a perdu du sang, mais s'est rétabli partiellement avant de mourir des suites de la blessure (Shulhan ' Aruk, De'ah Yoreh, 364). Même dans le cas où le cadavre est enterré avec ses vêtements, il est recouvert d'un drap blanc (ib.).
Le linceul est au sens figuré appelé "zewada" (provision pour un voyage; Ket. 67b), et beaucoup le préparent au cours même de leur vie propre, avant d'être accablés par l'âge et les maladies (Men. 41a; voir Rashi). Plusieurs raisons sont invoquées pour l'expliquer (Shelah, p. 145a, Amsterdam, 1698).

## Source
- Cet article contient des extraits de l'article « Shroud » par Cyrus Adler & Juda David Eisenstein de la Jewish Encyclopedia de 1901–1906 dont le contenu se trouve dans le domaine public.